# Kátlovce
Kátlovce est un village de Slovaquie situé dans la région de Trnava.

## Histoire
Première mention écrite du village en 1405.

## Démographie

### Évolution de la population
| Année:               | 1994. | 2004.   | 2014.   | 2024.   |
| -------------------- | ----- | ------- | ------- | ------- |
| Nombre de personnes: | 1048  | 1093    | 1170    | 1128    |
| Différence:          |       | +4,29 % | +7,04 % | -3,58 % |

| Année:               | 2023. | 2024.   |
| -------------------- | ----- | ------- |
| Nombre de personnes: | 1140  | 1128    |
| Différence:          |       | -1,05 % |